# The Twisted Childhood Universe
Il Twisted Childhood Universe (TCU) è un media franchise e universo condiviso creato dal regista Rhys Frake-Waterfield in cui sono raggruppati una serie di adattamenti a film dell'orrore di vari personaggi popolari di cartoni animati Disney per famiglie, divenuti pubblici dal 2022 in poi. I film sono prodotti dalla Jagged Edge Productions, di proprietà di Waterfield stesso, il quale è anche l'ideatore dell'universo cinematografico. La trama è incentrata sui personaggi delle fiabe e amati dai bambini che, per un motivo o per l'altro, diventano spietati assassini, ma comunque sempre facendo riferimento alla storia originale. Il primo film dell'universo è stato Winnie-the-Pooh - Sangue e miele, distribuito nel 2023 e accolto negativamente dalla critica e dai fan, ma che ha contribuito pesantemente allo sviluppo del franchise.

## Sviluppo
Nel 2022 il personaggio di Winnie the Pooh è divenuto di dominio pubblico e poco dopo la Jagged Edge Productions capeggiata da Waterfield ha annunciato l'intenzione di adattarlo a un film dell'orrore e che l'uscita sarebbe stata prevista per i primi mesi del 2023. Il budget di partenza fu estremamente limitato, ovvero 50.000 dollari, dopo che le prime immagini furono diffuse online, divenne uno dei film maggiormente attesi del 2023. Winnie-the-Pooh - Sangue e miele venne però accolto negativamente dalla critica a causa della bassa qualità e dalla scarsità della trama, sebbene l'inizio e la fine del film furono comunque lodati. Al botteghino fu un successo, con ben 5 milioni di dollari guadagnati. Di fronte a questo risultato, Waterfield annunciò un sequel, Winnie-the-Pooh - Tutto sangue e niente miele previsto per marzo del 2024, che avrebbe avuto un budget dieci volte superiore e un impegno maggiore.
Nel febbraio 2024, dopo l'uscita del trailer di Winnie the Pooh - Tutto sangue e niente miele, Waterfield annunciò l'universo cinematografico intitolandolo The Twisted Childhood Universe con annessi tutti i film in fase di produzione dalla Jagged Edge Productions, ovvero Bambi: The Reckoning, Peter Pan's Neverland Nightmare, Pinocchio: Unstrung e infine il culmine dell'universo cinematografico, un crossover denominato Poohniverse: Monster Assemble.
Un mese dopo venne distribuito Winnie-the-Pooh - Tutto sangue e niente miele, che al contrario del primo film, venne accolto positivamente dalla critica, con persino un punteggio del 100% di recensioni positive su Rotten Tomatoes dopo i primi due giorni.
Il 13 gennaio 2025 uscì, anche se per solo tre giorni, Peter Pan’s Neverland Nightmare, ambientato nella stessa città dei due film su Pooh, ovvero Ashdown. Le pellicole hanno un personaggio in comune, ovvero quello di Mary Darling, madre di Wendy, che è l'ipnoterapeuta di Christopher Robin, confermando definitivamente che tutti i film sono collegati. Il film horror su Peter Pan venne accolto in maniera mista dalla critica. 

## Film

### Distribuiti
| Film                                          | Data di uscita originale | Regia                 | Sceneggiatura         | Produttori                            |
| --------------------------------------------- | ------------------------ | --------------------- | --------------------- | ------------------------------------- |
| Winnie-the-Pooh - Sangue e miele              | 10 marzo 2023            | Rhys Frake-Waterfield | Rhys Frake-Waterfield | Scott Jeffrey e Rhys Frake-Waterfield |
| Winnie-the-Pooh - Tutto sangue e niente miele | 26 marzo 2024            | Rhys Frake-Waterfield | Matt Leslie           | Scott Jeffrey e Rhys Frake-Waterfield |
| Peter Pan - Incubo nell'isola che non c'è     | 13 gennaio 2025          | Scott Jeffrey         | Scott Jeffrey         | Scott Jeffrey e Rhys Frake-Waterfield |
| Bambi: The Reckoning                          | 25 luglio 2025           | Dan Allen             | Rhys Warrington       | Scott Jeffrey e Rhys Frake-Waterfield |

#### Winnie-the-Pooh - Sangue e miele(2023)
Il primo film del franchise segue le vicende di Pooh e Pimpi, divenuti macchine da morte dopo che Christopher Robin, il loro celebre amico, li abbandonò. Dopo che divenne di dominio pubblico nel 2022, il film horror venne annunciato per ottobre 2022, ma la popolarità e l'attesa crescente inaspettata all'annuncio convinse Waterfield a nuove riprese e al rinvio dell'uscita, che avvenne nel febbraio 2023. 

#### Winnie-the-Pooh - Tutto sangue e niente miele(2024)
Nel giugno 2022, Waterfield affermò di avere in mente un sequel "più pazzo, estremo", e venne infatti annunciato nel novembre 2022. Grazie ai notevoli introiti del primo film, il budget aumentò di dieci volte, aumentando così anche la qualità. Nel settembre 2023, uscirono le prime immagini teaser di Pooh, Uffa e Tigro, divenuti di dominio pubblico più tardi rispetto a Pooh e Pimpi. Il film è uscito il 26 marzo 2024.

#### Peter Pan - Incubo nell'isola che non c'è(2025)
Nel novembre 2022, è stato annunciato un film horror live-action basato su Peter Pan e che sarebbe stato in fase di sviluppo per gli ITN Studios e la Jagged Edge Productions, con Rhys Frake-Waterfield come produttore. Il regista inoltre successivamente parlò del personaggio di Trilli, obesa e sotto effetto di stupefacenti.

#### Bambi: The Reckoning(2025)
Annunciato nel novembre 2022, il film seguirà le vicende di una madre, Xana, e suo figlio Benji che verranno attaccati da Bambi, divenuto un enorme cervo zombi, che cerca vendetta sul genere umano dopo la morte di sua madre per mano dei cacciatori, come vuole la fiaba originale. Scott Jeffrey, l'altro produttore oltre a Waterfield, affermò che hanno preso ispirazione da Il rituale di Netflix e che Bambi sarà molto feroce. Il primo trailer è stato diffuso il 4 aprile 2024 ed i primi schizzi di Bambi ci sono nei post credit di Winnie-the-Pooh - Tutto sangue e niente miele.

### Futuri
| Film                                                | Data di uscita originale | Regia                 | Sceneggiatura                          | Produttori                            |
| --------------------------------------------------- | ------------------------ | --------------------- | -------------------------------------- | ------------------------------------- |
| Pinocchio: Unstrung                                 | 2025                     | Rhys Frake-Waterfield | da definire                            | Scott Jeffrey e Rhys Frake-Waterfield |
| Poohniverse: Monster Assemble                       | 2026                     | Rhys Frake-Waterfield | Rhys Frake-Waterfield e Scott Chambers | Scott Jeffrey e Rhys Frake-Waterfield |
| Winnie the Pooh: Blood and Honey 3                  | da definire              | da definire           | da definire                            | Scott Jeffrey e Rhys Frake-Waterfield |
| Awakening Sleeping Beauty                           | da definire              | da definire           | da definire                            | Scott Jeffrey e Rhys Frake-Waterfield |
| Snow White Returns                                  | da definire              | da definire           | da definire                            | Scott Jeffrey e Rhys Frake-Waterfield |
| Alice the Mad                                       | da definire              | Scott Chambers        | Scott Chambers                         | Scott Jeffrey e Rhys Frake-Waterfield |
| Tigger's Return                                     | da definire              | da definire           | da definire                            | Scott Jeffrey e Rhys Frake-Waterfield |
| Film su Mary Poppins                                | da definire              | da definire           | da definire                            | Scott Jeffrey e Rhys Frake-Waterfield |
| Sequel di Peter Pan - Incubo nell'isola che non c'è | da definire              | da definire           | Scott Chambers                         | Scott Jeffrey e Rhys Frake-Waterfield |

#### Pinocchio: Unstrung(2025)
Annunciato nel febbraio del 2024, attualmente è in fase di sviluppo. Gli schizzi del nuovo mostro possono essere osservati nei titoli di coda di Winnie the Pooh - Tutto sangue e niente miele e sono inoltre stati confermati lo staff e i produttori. Il film era originariamente previsto per la fine del 2024. A maggio 2024, è stato annunciato il posticipo del film al 2025.

#### Poohniverse: Monster Assemble(2026)
Nel marzo 2024, Waterfield ha annunciato quello che sarà il culmine dell'universo cinematografico, ovvero un crossover in cui tutti i personaggi dei film precedenti si riuniscono per dare la caccia ai sopravvissuti e cercare di conquistare il mondo. Oltre a Pooh, Pimpi, Tigro, Uffa, Peter Pan, Bambi, Pinocchio e Trilli, verranno introdotti nuovi personaggi come Tappo, il Grillo, il Cappellaio Matto, Gatto del Cheshire, la Bella Addormentata e molti altri del cast. Rhys Frake-Waterfield dirigerà e produrrà il film insieme a Scott Chambers. Nel dicembre 2024, Scott Chambers annunciò che anche Mary Poppins sarebbe apparsa nel film. Il mese successivo, dichiarò che lei, Peter Pan e il Cappellaio Matto sarebbero stati i tre personaggi più malvagi del film.  

#### Winnie the Pooh - Blood and Honey 3(2026)
Poco dopo l'uscita del secondo capitolo, è stato annunciato che Winnie the Pooh - Blood and Honey 3 era entrato in fase di sviluppo. Avrà un budget maggiore rispetto a quello del film precedente, e avrà come antagonisti principali Tappo, gli Efelanti, le Noddole, Kanga e Ro.

#### Awakening Sleeping Beauty
Insieme al terzo film di Pooh, è stato confermato che il film horror sulla Bella Addormentata era tra quelli in fase di sviluppo.

#### Snow White Returns
Nel maggio 2024 presso il festival cinematografico di Cannes è stato annunciato il film horror Snow White Returns.

#### Alice the Mad
A gennaio 2025, Scott Chambers ha dichiarato che dopo essere stato presentato come uno dei principali mali di Poohniverse: Monsters Assemble, il Cappellaio Matto apparirà in un imminente film autonomo. Più tardi quel mese, il produttore ha annunciato il titolo ufficiale del progetto come Alice the Mad e ha spiegato come il progetto si sarebbe incentrato sulla versione del franchise di Le avventure di Alice nel Paese delle Meraviglie, che è inseguita da un Cappellaio Matto ossessionato a causa del suo lavoro come escort per un'agenzia chiamata White Rabbit. Il regista ha dichiarato che il film farà parte della seconda fase di film del franchise, esprimendo le sue intenzioni di dirigere, mentre ha affermato altri film horror come ispirazione creativa tra cui Opera, Maniac e MaXXXine.

#### Tigger's Return
A gennaio 2025, il produttore del franchise Scott Chambers ha annunciato come parte della seconda fase di film dello studio, uno spin-off dei film Winnie-the-Pooh: Blood and Honey incentrato su Tigro. Il progetto entrerà in produzione dopo l'uscita di Poohniverse: Monsters Assemble. Il produttore ha spiegato che l'accoglienza del pubblico per il personaggio è stata la ragione per cui il personaggio ha ottenuto la sua puntata.

#### Film suMary Poppins
A gennaio 2025, il produttore del franchise Chambers ha annunciato che come parte della futura serie di film del franchise, Mary Poppins riceverà un film autonomo dopo un'introduzione in Poohniverse: Monsters Assemble; affermando anche che la storia descriverà il personaggio come un rapitore.

#### Sequel diPeter Pan - Incubo nell'isola che non c'è
A gennaio 2025, lo scrittore/regista Scott Chambers ha annunciato i piani per un sequel di Peter Pan's Neverland Nightmare, riconoscendo che la sua realizzazione dipenderà dalle prestazioni al botteghino del primo film. Il regista ha dichiarato di aver completato la sceneggiatura con la trama che esplora come Neverland sia un luogo reale all'interno della continuità del franchise mentre il primo film descrive Neverland come qualcosa che Peter Pan esplora mentre è sotto l'effetto di abuso di droga.